# Bevolkingsprognose
Een bevolkingsprognose is een voorspelling over de ontwikkelingen in omvang en samenstelling van de bevolking van een land of een bepaald gebied. Deze voorspellingen worden gemaakt door te kijken naar de ontwikkelingen van de afgelopen jaren. Men kijkt naar geboorte, sterfte en migratie van de bevolking. In Nederland wordt zo'n prognose gemaakt door het Centraal Bureau voor de Statistiek.